# Józef Sawajner

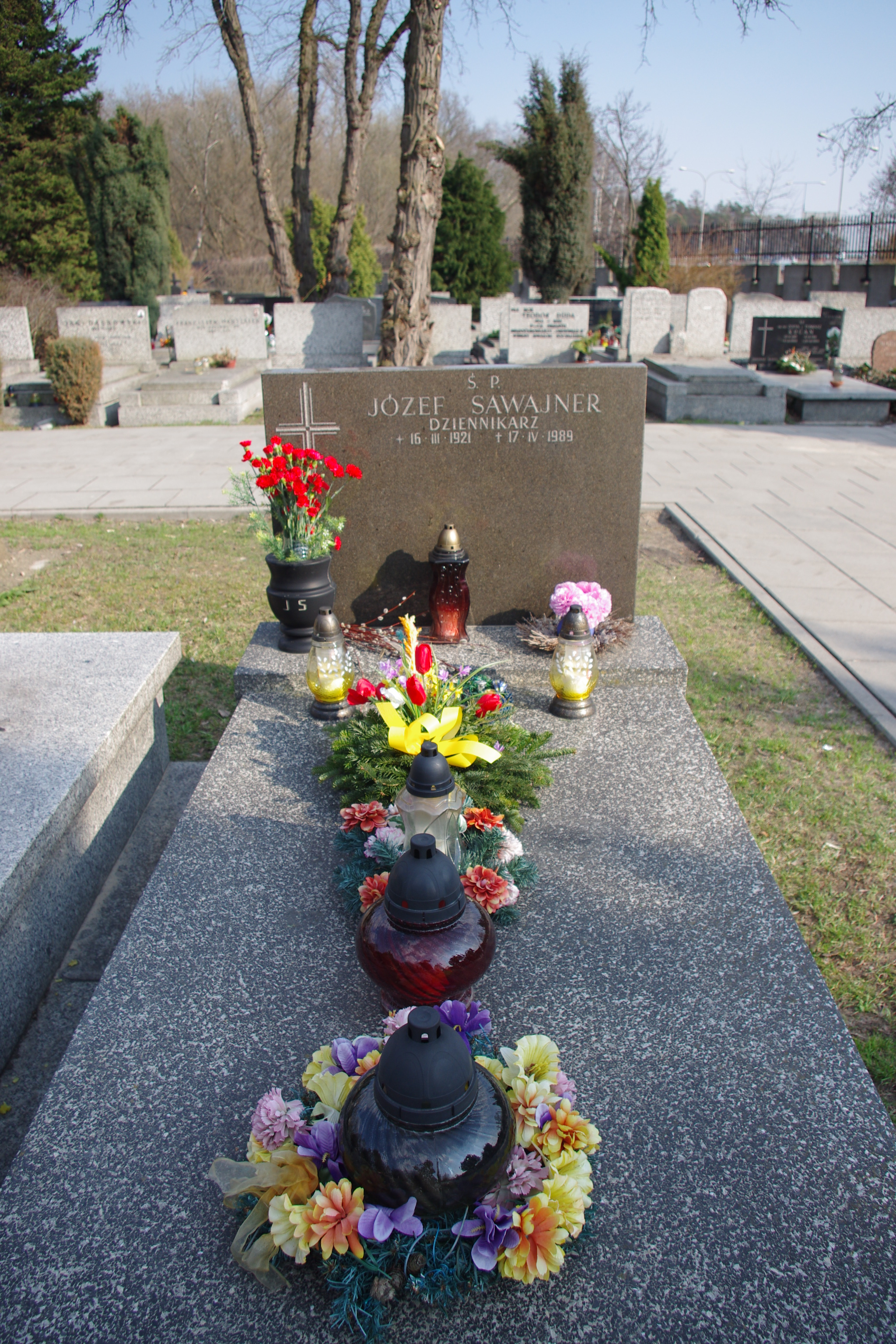
Grób posła Józefa Sawajnera (1921-1989) na Wojskowych Powązkach w Warszawie

Józef Sawajner (ur. 16 marca 1921 w Tyczynie, zm. 17 kwietnia 1989 w Warszawie) – polski dziennikarz, polityk, poseł na Sejm PRL V, VI, VII i VIII kadencji.

## Życiorys
Podczas okupacji kierował drukarnią Polski Podziemnej „Konspiracyjne Wojskowe Zakłady Wydawnicze”. Żołnierz i podoficer (sierżant podchorąży) Armii Krajowej. Po wojnie działacz Stronnictwa Pracy. Sekretarz Komitetu Wojewódzkiego SP w Krakowie, później sekretarz Głównego Komitetu Wykonawczego Stronnictwa Pracy. W 1947 kandydował z ramienia SP do Sejmu Ustawodawczego. Przez kilka lat był członkiem Wojewódzkiej Rady Narodowej. Sekretarz generalny Zrzeszenia Katolików Caritas. Był redaktorem naczelnym tygodnika „Myśl Społeczna”. Był posłem bezpartyjnym na Sejm PRL V, VI, VII i VIII kadencji. Mandat posła VIII kadencji uzyskał w okręgu Wrocław-Województwo, wcześniej reprezentował okręg Wrocław.
Został pochowany na Cmentarzu Wojskowym na Powązkach (kwatera C39-9-9).

## Odznaczenia
- Order Sztandaru Pracy II klasy
- Krzyż Komandorski Orderu Odrodzenia Polski
- Krzyż Oficerski Orderu Odrodzenia Polski (1969)[4]
- Krzyż Kawalerski Orderu Odrodzenia Polski (1964)
- Srebrny Krzyż Zasługi z Mieczami
- Krzyż Walecznych
- Medal 30-lecia Polski Ludowej
- Medal Rodła